# Кьяссо (футбольный клуб)
«Кьяссо» — швейцарский профессиональный футбольный клуб из одноимённого города, в настоящий момент выступает в Челлендж-лиге, втором по силе дивизионе Швейцарии. Домашние матчи проводит на арене «Стадио Комунале», вмещающей 11 160 зрителей. Клуб основан в 1905 году. В период с 1914 по 1923 годы выступал в высшем дивизионе чемпионата Италии. В высшем дивизионе чемпионата Швейцарии провёл в общей сложности 23 сезона, последним из которых является сезон 1992/93. Лучшие годы клуба пришлись на 50-е годы XX века, когда он трижды завоевывал медали швейцарского первенства.

## Достижения
- Чемпионат Швейцарии:
  - Вице-чемпион (1): 1950/51.
  - Третье место (2): 1951/52, 1957/58.
- Кубок Швейцарии:
  - Полуфиналист (3): 1958/59, 1977/78, 1990/91.